# Agabus picotae
Agabus picotae là một loài bọ cánh cứng trong họ Bọ nước. Loài này được Foster & Bilton miêu tả khoa học năm 1997.